# Mattia Compagnon
Mattia Compagnon (Údine, 6 de noviembre de 2001) es un futbolista italiano que juega como centrocampista en el Venezia F. C. de la Serie B.

## Trayectoria

### Inicios
Comenzó su carrera en el Aurora Buonacquisto Remanzacco, el equipo de su ciudad natal, antes de trasladarse al Moimacco, donde permaneció cuatro años.
A los 11 años se incorporó a las categorías inferiores del Udinese Calcio. En 2018-19, marcó cinco goles en el Campionato Primavera 1; la temporada siguiente, marcó ocho en 18 partidos en el Campionato Primavera 2. Fue convocado por primera vez con el primer equipo el 19 de julio de 2020, en un partido de la Serie A contra el S. S. C. Napoli. En la temporada 2019-20 hizo cinco apariciones en el banquillo, sin participar en el Udinese.

### Potenza Calcio
El 11 de septiembre de 2020, se incorporó al Potenza Calcio de la Serie C en calidad de cedido. Debutó el 23 de septiembre, siendo suplente en la derrota por 2-0 en la Copa Italia ante la U. S. Triestina Calcio 1918. Debutó en la liga el 24 de octubre; fue sustituido en el minuto 79 en la derrota por 2-1 ante el Virtus Francavilla Calcio.
El 18 de noviembre jugó su primer partido como titular en la derrota por 1-0 ante el Palermo F. C.. El 23 de diciembre marcó su primer gol como profesional, ayudando a su equipo a vencer al S.S. Monopoli 1966 por 1-0. Marcó un gol e hizo tres asistencias en 12 partidos de la Serie C en la primera mitad de la temporada.

### Juventus de Turín "B"
El 2 de febrero de 2021 se incorporó a la Juventus de Turín "B" -el equipo de reserva de la Juventus de Turín- en calidad de cedido con opción de compra. Debutó el 7 de febrero, marcando un gol como suplente contra el A. S. Livorno Calcio en una victoria por 6-0. El 24 de julio de 2021 se unió a la Juventus de forma permanente. El 15 de septiembre, falló un penalti en la victoria por 3-2 de la Copa Italia Serie C contra el FeralpiSalò en el tiempo de descuento; en ese partido también había marcado un gol en el minuto 67. El 18 de diciembre marcó un gol en la victoria por 2-1 contra el F. C. Legnago Salus. El 13 de febrero de 2022 marcó un doblete en dos minutos en el partido ganado por 3-0 contra el Mantova 1911. El 4 de mayo, marcó el gol de la victoria en el minuto 57 en el triunfo de la Juventus de Turín "B" por 1-0 ante el F. C. Pro Vercelli 1892 durante la segunda ronda de la eliminatoria de ascenso, lo que permitió a su equipo acceder a la siguiente ronda.

## Estilo de juego
Es un extremo zurdo que tiene una buena aceleración.

## Estadísticas

### Clubes
Actualizado al último partido disputado el 16 de septiembre de 2023.
| Club                           | Div.          | Temporada     | Liga  | Liga  | Copas nacionales | Copas nacionales | Copas internacionales | Copas internacionales | Total | Total |
| Club                           | Div.          | Temporada     | Part. | Goles | Part.            | Goles            | Part.                 | Goles                 | Part. | Goles |
| ------------------------------ | ------------- | ------------- | ----- | ----- | ---------------- | ---------------- | --------------------- | --------------------- | ----- | ----- |
| Potenza Calcio · Italia        | 3.ª           | 2020-21       | 12    | 1     | 1                | 0                | —                     | —                     | 13    | 1     |
| Potenza Calcio · Italia        | Total club    | Total club    | 12    | 1     | 1                | 0                | 0                     | 0                     | 13    | 1     |
| Juventus de Turín "B" · Italia | 3.ª           | 2020-21       | 12    | 2     | 0                | 0                | —                     | —                     | 12    | 2     |
| Juventus de Turín "B" · Italia | 3.ª           | 2021-22       | 29    | 8     | 2                | 1                | —                     | —                     | 31    | 9     |
| Juventus de Turín "B" · Italia | 3.ª           | 2022-23       | 25    | 5     | 8                | 1                | —                     | —                     | 33    | 6     |
| Juventus de Turín "B" · Italia | Total club    | Total club    | 66    | 15    | 10               | 2                | 0                     | 0                     | 76    | 17    |
| Feralpisalò · Italia           | 2.ª           | 2023-24       | 5     | 0     | 2                | 0                | —                     | —                     | 7     | 0     |
| Feralpisalò · Italia           | Total club    | Total club    | 5     | 0     | 2                | 0                | 0                     | 0                     | 7     | 0     |
| Total carrera                  | Total carrera | Total carrera | 83    | 16    | 13               | 2                | 0                     | 0                     | 96    | 18    |